# 波游ぎ兼光
波游ぎ兼光（なみおよぎかねみつ）は、南北朝時代に作られたとされる日本刀（打刀）。日本の重要美術品に認定されており、大阪府茨木市にある株式会社ブレストシーブが収蔵する。刀剣研究家の福永酔剣によると立花家伝来のものと豊臣秀次の介錯に用いられたものと複数存在する可能性がある。

## 概要
南北朝時代に備前で活躍した長船派（おさふねは）の刀工・兼光により作られた打刀である。兼光は長船派の祖として知られる光忠から数えて4代目にあたる惣領とされている。初期の作風は父・景光に似た匂本位の肩落互の目や丁子刃（ちょうじば）であったが、南北朝時代に入ると、当時一世を風靡していた相州正宗の相州伝の作風を取り入れて地刃ともに沸（にえ、地鉄の中にある肉眼で把握できるほどの粒子）の強い覇気ある作風へと変化する。後年には相州伝の作風が入った「相伝備前」（そうでんびぜん）という作風で知られるようになる。
干潮を発端とした渡し場での客同士のトラブルで、客の片方が斬られたあと、反対側の岸に泳いで辿り着いたところ体が二つに分かれたことから名付けられたとされる。1595年（文禄4年）所持していた豊臣秀次の高野山での切腹の際に雀部重政が秀次の介錯に用いた。後に豊臣秀吉が所持し、1597年（慶長2年）の朝鮮出兵の際に小早川秀秋に譲渡された。徳川8代将軍吉宗が本阿弥家に命じて編纂させた名刀の目録である『享保名物帳』には立花飛騨守名義にて記載されている。